# Vestris (schip, 1912)
De Vestris was een passagiersschip.
De Vestris werd gebouwd voor Lamport & Holt uit Liverpool die de trans-Atlantische verbinding met New York onderhield. Het schip begon zijn dienstjaren in 1912.
In het begin voer het schip tussen New York en La Plata in Zuid-Amerika. Later werd het door Cunard Line en daarna door Royal Mail Lines gehuurd. Vanaf 1922 voer het weer voor Lamport & Holt.

## De laatste reis
Op 10 november 1928 vertrok het schip uit de haven van New York richting Buenos Aires onder kapitein W. Carey. Het schip kwam op 12 november 1928 in zwaar weer terecht. Door de wilde zee verschoof de lading, waardoor het schip slagzij maakte. Men begon de evacuatie van het schip maar voordat dit was afgerond kapseisde het en zonk. Van de 197 bemanningsleden en 129 passagiers kwamen 68 passagiers en 40 bemanningsleden om. 
Het Amerikaanse slagschip USS Wyoming en het Duitse lijnschip Berlin waren er snel bij en pikten de overlevenden op.